# نعمة البنت (يهودية)
نعمة البنت، في اليهودية ((بالعبرية: זֶבֶד הַבָּת‏)، وتلفظ زيفد هاباط) هي احتفالات تسمية المولودة الجدبدة. كما يطلق عليها "عهد البنت"  ((العبرية: בריתה)، بريتا) آو "احتفال بالبنت  (العبرية: שמחת בת)، سمخات برات).لم يكن من عادات اليهود القدماء والعصور الوسطى القيام بأي احتفالات تتعلق بولادة الإناث الا بقيام والده بالقاء كلمات من التوراة في المجمع في أول سبت بعد ولادة الطفلة. في النصف الثاني من القرن العشرين، بذلت مجهودات عند اليهود في استحداث احتفالات تستقبل الفتاة لتخدم العهد مه الرب يهوة.يسقط بت zaft

## عند الأشكناز
في المجتمع الآشكنازي، غاليا ما تقتصرالإحتفالات بولادة مولودة أنثى إعلان الأب عن اسم الطفلة في الكنيس يوم السبت أو الاثنين أو الخميس أو بمناسبة أخرى  بقراءة التوراة وفي بعض الأحيانا لقيام بالتقديس في الكنيس للعائلة والأصدقاء. في القرن العشرين، زاد الاهتمام بإحياء احتفالات للترحيب بولادة الفتيات وتم تطوير احتفالات جديدة. تعرف هذه الاحتفالات غالبا «احتفال بالبنت». لا يوجد أي دلائل صريحة في المشناه أو التلمود تحديد متى يجب تسمية المولودة.
في العصور الوسطى، كانت تعطى الفتيات اسما خلال ما يسمى «شافوا هابات» (أسبوع الابنة). وكان هناك احتفال تسمية الابنة بين اليهود الألمان الأوائل «هوليكريش» (لا يوجد اشتقاق معروف للكلمة لكن من المرجح أن يترجم إلى المعمودية المقدسة أو الصرخة)  وخلاله تتلقى الطفلة اسمها المدني. كان هذا الحفل يقام نطاق واسع في الأوساط اليهودية في أوروبا وفي ألمانيا في وقت مبكر من القرن 14. في القرن ال17 كان يقام هذا الاحتفال في جنوب ألمانيا فقط، بينما في النمسا، بوهيميا، مورافيا وبولندا لم يكن يقام للذكور ونادرا ما يقم للبنات.

## عند السفاردين
عادة ما يقام هذا الاحتفال عند السفاردين  في الشهر الأول من الولادة. يقام إما في الكنيس أو في حفلة في المنزل. وغالبا ما يقوم به حاخام أو موسيقي ديني.

## احتفالات جديدة
أصبحت احتفالات ولادة الطفلة عند اليهود أكثر شيوعا. . أصبح الاحتفال يتكون عادة من الترحيب ثم التسمية خلال احتساء النبيذ مع إلقاء الاقتباس المناسب من التوراة تلاوة البركات.
أورد كتاب «دليل الحاخام لجمعية الحركة اليهودية المحافظة»  شعائر للاحتفال بالمناسبة يعتمد على أسس يهودية تقليدية مع عدد من الخيارات التي يمكن للوالدين اختيار أدائها: (أ) إضاءة سبعة الشموع (ترمز إلى أيام الخلق السبعة) خلال حمل الطفلة بإتجاههم، (ب) يلف الطفل في زوايا التاليت (اليهودية شال الصلاة) الأربعة، أو (ج) رفع الطفلة وجعل يديها تلمسان لفيفة التوراة.

## وصلات خارجية
- Ritualwell.org - هدية من ابنة: Zeved Habat